# Інгрід Гарсія-Йонссон
Інгрід Гарсія-Йонссон (*6 вересня 1991) — іспанська акторка й кінорежисерка.

## Вибрана фільмографія
- Всі твої секрети (2014)
- Милий дім (2015)
- Герніка (2016)
- Торо (2016)
- На ворожій території (2017)
- Смерть семи королів (2023)
- Досконала казка (2023)